# Honorino Landa
Honorino Landa Vera (Puerto Natales, 1º giugno 1942 – Santiago del Cile, 30 maggio 1987) è stato un allenatore di calcio e calciatore cileno, di ruolo centrocampista.